# Vincent Duclert
Vincent Duclert es un historiador francés nacido en 1961.
Es actualmente profesor en la Escuela de altos estudios en ciencias sociales. Es también maestro de conferencias en la Escuela Nacional de Administración (ENA).
Desde febrero de 2004 es el responsable de la sección literaria de la revista La Recherche.
Vincent Duclert es el mejor especialista francés del Caso Dreyfus. Particularmente publicó la biografía más completa sobre el capitán Dreyfus. Para esta obra, obtuvo el premio Jean-Michel Gaillard en 2006.
En ocasión del centenario de la rehabilitación de Alfred Dreyfus en 2006, militó a favor de la transferencia de sus cenizas al Panthéon, decisión que no ha sido tomada, en definitiva, por el presidente Chirac.

## Obras generales
- La Politique et la guerre, Hommage à Jean-Jacques Becker, (collab), Éditions Viénot-Noesis, 2002
- Dictionnaire critique de la République, avec Christophe Prochasson, 1340 p., Flammarion, 2002 ISBN 2080680595

### Caso Dreyfus
- Écris-moi souvent, écris-moi longuement, correspondance de l'île du Diable, 567 p., Mille et une nuits, 2005 ISBN 2-8420-5877-1
- Alfred Dreyfus, l'honneur d'un patriote. 1260 p., Fayard, 2006 ISBN 2-213-62795-9
- L'Affaire Dreyfus. La Découverte, 2006 (1ª éd. 1994) ISBN 2-7071-4793-1
- Dreyfus est innocent! Histoire d'une affaire d'État, 240 p., Larousse, 2006 ISBN 2-0358-2639-X
- Dreyfus au Panthéon : Voyage au cœur de la République, 596 p., Éditions Galaade, 2007 ISBN 2-3517-6029-8
- Savoir et engagement : Écrits normaliens sur l'affaire Dreyfus, 184 p., Rue d'Ulm, 2007 ISBN 2-7288-0381-1

- Datos: Q3559601
- Multimedia: Vincent Duclert / Q3559601